# União dos Homens de Cor
A União dos Homens de Cor foi uma associação fundada por João  Cabral Alves em Porto Alegre, Brasil, em 1943, a fim de defender os interesses dos negros, inserida num movimento nacional em torno da denúncia e desmantelamento do racismo. Em cinco anos de atividade já se espalhara por mais onze estados da Federação.
Entre seus objetivos estava "elevar o nível econômico, e intelectual das pessoas de cor em todo o território nacional, para torná-las aptas a ingressarem na vida social e administrativa do país, em todos os setores de suas atividades". Valia-se da estrutura política já estabelecida a fim de facilitar sua atuação, convidando deputados, médicos, advogados, jornalistas e homens negros com visibilidade social e política. Editou um jornal, Nosso Jornal, e desenvolvia atividades educacionais, prestava assistência de saúde e se preocupava com a preparação profissional e intelectual dos seus associados e com outras questões básicas como o direito à moradia, sem contudo buscar um enfretamento direto com a estrutura social vigente. Funcionou até a década de 60.